# Kingston Technology
Kingston Technology Corporation is een Amerikaans multinationaal computertechnologiebedrijf dat flash-geheugenproducten en andere computergerelateerde geheugenproducten ontwikkelt, produceert, verkoopt en ondersteunt, evenals headsets, solid-state drives, toetsenborden, muismatten en andere spelapparatuur van het merk HyperX. Kingston Technology, met hoofdkantoor in Fountain Valley, Californië, Verenigde Staten, heeft sinds het eerste kwartaal van 2016 wereldwijd meer dan 3.000 werknemers in dienst. Het bedrijf heeft productie- en logistieke faciliteiten in de Verenigde Staten, het Verenigd Koninkrijk, Ierland, Taiwan en China.
Het is de grootste onafhankelijke producent van DRAM-geheugenmodules en had volgens DRAMeXchange in 2019 ongeveer 80% van het wereldwijde marktaandeel voor DRAM-modules van derden in handen. In 2018 genereerde het bedrijf $ 7,5 miljard aan inkomsten en stond op nummer 24 op de Forbes-lijsten van "America's Largest Private Companies 2020". Kingston bedient een internationaal netwerk van distributeurs, resellers, retailers en OEM-klanten op zes continenten. Het bedrijf biedt ook diensten op het gebied van contractproductie en supply chain management aan halfgeleiderfabrikanten en systeem-OEM's.

## Geschiedenis
Kingston Technology werd opgericht op 17 oktober 1987, als reactie op een ernstig tekort aan 1Mbit geheugenchips voor opbouwmontage op de printplaat, de Chinese immigrant John Tu ontwierp een nieuwe 'single in-line' geheugenmodule (SIMM) die gebruik maakte van direct verkrijgbare, oudere door de printplaat heen gemonteerde componenten. In 1990 begon het bedrijf naar zijn eerste productlijn zonder geheugen, die voor processorupgrades. In 1992 stond het bedrijf bij het blad Inc. op de eerste plaats als het snelst groeiende particuliere bedrijf in Amerika. Het bedrijf breidde uit met productlijnen voor netwerk apparatuur en opslag, en introduceerde de draagbare geheugenproducten onder de namen DataTraveler en DataPak. In september 1994 werd Kingston bij zijn eerste beoordelingspoging ISO 9000-gecertificeerd.
In 1995 opende Kingston een bijkantoor in München, Duitsland om technische ondersteuning en marketingmogelijkheden te bieden aan zijn Europese distributeurs en klanten.
In oktober 1995 trad het bedrijf toe tot de 'Billion-Dollar Club'. Nadat de omzet van het bedrijf in 1995 meer dan $ 1,3 miljard bedroeg, werd er in The Wall Street Journal, The Orange County Register en The Los Angeles Times advertenties weergegeven waarin de werknemers werden bedankt ("Thanks a Billion!"), met de namen van de werknemers allemaal los vermeld. Er verschenen ook advertenties in vakbladen en The Wall Street Journal waarin de leveranciers en distributeurs van het bedrijf werden bedankt.
Op 15 augustus 1996 verwierf SoftBank Corporation uit Japan 80 procent van Kingston voor in totaal $ 1,8 miljard. In november van hetzelfde jaar brachten Kingston en Toshiba geheugenupgrades voor Toshiba-pc's op de markt - de eerste keer dat een pc-OEM en een geheugenfabrikant de handen in elkaar sloegen om een samen genaamde module te creëren. In 1999 kochten Tu en Sun uiteindelijk voor $ 450 miljoen de 80 procent van Kingston, die eigendom was van Softbank, terug.
Op 14 december 1996 hebben John Tu en David Sun als gevolg van de overname $ 100 miljoen toegewezen voor personeelsbonussen, gemiddeld $ 130.000 voor elk van de 550 werknemers van het bedrijf. Kingston kondigde een stijging van 49% aan in de verkoop van zijn geheugenmoduleproducten in kalenderjaar 1996 ten opzichte van kalenderjaar 1995.
In 1996 opende Kingston zijn Europese hoofdkantoor in Londen, Verenigd Koninkrijk.
In januari 1997 opende Kingston een productiefaciliteit en kantoor in Taiwan, een verkoopkantoor in Japan en een productiefaciliteit en kantoren in Dublin, Ierland. Het bedrijf breidde ook zijn Amerikaanse productiecapaciteit uit door PC-OEM-productiegebouwen te kopen in Fountain Valley, Californië. Kingston introduceerde ook ValueRAM, hoogwaardig en goedkoop geheugen dat is ontworpen voor systeembouwers om te gebruiken in 'white box'-systemen.
In 1999 lanceerde Kingston Advanced Validation Labs, Inc. (AVL), een zusterbedrijf dat geheugenvalidatiediensten levert.

### Jaren 2000
Kingston begon in 1989 met de productie van verwisselbare schijven in hun Kingston Storage Products Division. In 2000 werd besloten de productlijn af te stoten en het een zusterbedrijf te maken, StorCase Technology, Inc. StorCase stopte met zijn activiteiten in 2006 na de verkoop van de ontwerpen en rechten om zijn producten te vervaardigen aan concurrent CRU-DataPort.
In juni 2000 kondigde Kingston een nieuwe leveringsketen managementmodel aan voor zijn geheugenproductieproces. Payton Technology Inc. werd opgericht om dit nieuwe model te helpen ondersteunen.
Forbes vermeldde Kingston als nummer 141 op de lijst van "The 500 Largest Private Companies in the U.S", met een omzet van $ 1,5 miljard in 1999.
In maart 2001 kondigde Kingston de oprichting aan van de Consumer Markets Division (CMD), een nieuwe divisie die zich richt op het retail- en e-tailkanaal.
In 2002 lanceerde Kingston een gepatenteerde geheugentester en een nieuwe HyperX-lijn van hoogwaardige geheugenmodules, evenals gepatenteerde EPOC-chipstapel-technologie. In augustus van dat jaar deed Kingston een investering van $ 50 miljoen in Elpida en lanceerde een groen initiatief voor de productie van modules.
In 2004 kondigde Kingston inkomsten aan van $ 1,8 miljard voor 2003. In september kondigde Kingston nieuwe DataTraveler Elite USB-drives aan, met op hardware gebaseerde beveiligingsencryptie. In oktober riep Advanced Micro Devices Kingston uit tot "Outstanding Partner" voor bijdragen aan de AMD Athlon 64 en Opteron-lanceringen. Kingston rapporteerde een omzet van $ 2,4 miljard voor 2004. In mei lanceerde Kingston een reeks gevalideerde ValueRam-modules voor op Intel gebaseerde servers. Het bedrijf kreeg later een Amerikaans octrooi op een dynamische inbrandtester voor servergeheugen. Ze kondigden ook een investering van $ 26 miljoen aan in Tera Probe, het nieuwste en grootste wafertestbedrijf ter wereld. Ze openden ook 's werelds grootste productiefaciliteit voor geheugenmodules in Shanghai, China. In 2006 rapporteerde Kingston een omzet van $ 3,0 miljard voor 2005. In maart introduceerde Kingston de eerste volledig veilige USB-drive met 100% privacy met 128-bits hardwareversleuteling en later met 256-bits hardwareversleuteling. Het bedrijf lanceerde ook Fully Buffered Dimms (FBDIMM's), die de 16GB-barrière doorbraken. Het bedrijf betrad de markt voor draagbare media met KPEX (Kingston Portable Entertainment eXperience).
In 2007 rapporteerde Kingston een omzet van $ 3,7 miljard voor 2006. Forbes vermeldde Kingston als nummer 83 op de lijst van "The 500 Largest Private Companies in the U.S". Inc. rangschikte Kingston als de nummer 1 snelst groeiende particuliere onderneming op basis van omzet.
In 2008 rapporteerde Kingston een omzet van $ 4,5 miljard voor 2007. In augustus rangschikte de "Top 100 Inc. 5000 bedrijven" van Inc.com Kingston nummer 2 in zowel de brutodollars van groei als de totale omzet. Forbes vermeldt Kingston als nummer 79 op de lijst van "The 500 Largest Private Companies in the U.S."
In 2009 rapporteerde Kingston een omzet van $ 4,0 miljard voor 2008. Het volume steeg met 41% in geheugeneenheden verzonden vanaf 2007. iSuppli rangschikte Kingston voor het zesde achtereenvolgende jaar als 's werelds nummer één fabrikant van geheugenmodules voor de externe geheugenmarkt. In augustus rangschikte de "Top 100 Inc. 5000 bedrijven" van Inc.com Kingston nummer 5 in Private Companies op basis van omzet en nummer 1 in de categorie computerhardware. In oktober plaatste Forbes Kingston op nummer 97 op de lijst van 'The 500 Largest Private Companies in the U.S.'
In 2010 rapporteerde Kingston een omzet van $ 4,1 miljard voor 2009. iSuppli rangschikte Kingston als 's werelds nummer één fabrikant van geheugenmodules voor de externe geheugenmarkt met een marktaandeel van 40,3%, een stijging van 32,8% in 2008 en 27,5% in 2007. In August, Inc.com's "Top 100 Inc. 5000 bedrijven" rangschikte Kingston nummer 6 in Private Companies op basis van omzet en nummer 1 in de categorie computerhardware. In november plaatste Forbes Kingston op nummer 77 op de lijst van 'The 500 Largest Private Companies in the U.S.'
In 2011 rapporteerde Kingston een omzet van $ 6,5 miljard voor 2010. iSuppli rangschikte Kingston als 's werelds nummer één fabrikant van geheugenmodules voor de externe geheugenmarkt, met een marktaandeel van 46%. Kingston lanceerde ook de Wi-Drive-lijn van draadloze opslagproducten. Forbes rangschikte Kingston als het 51e grootste particuliere bedrijf in de VS, een stijging vanaf nummer 77. Inc. plaatste Kingston op nummer 4 qua omzet in de top 100 van bedrijven en nummer 1 in de categorie computerhardware. Gartner Research rangschikte Kingston als de nummer 1 fabrikant van USB-drives ter wereld.
In 2012 vierde Kingston 25 jaar in de geheugenbusiness. iSuppli rangschikte Kingston voor het negende opeenvolgende jaar als 's werelds nummer één fabrikant van geheugenmodules voor de externe geheugenmarkt. Kingston vierde 10 jaar HyperX-gaminggeheugen. Kingston brengt SSD-schijven van het merk HyperX uit en brengt de eerste Windows to Go USB-schijf uit. Forbes noemt Kingston op nummer 48 op de lijst van 'The 500 Largest Private Companies in the U.S.' Gartner Research rangschikte Kingston de nummer 1 USB-fabrikant ter wereld.
In 2013 verscheept Kingston zijn snelste USB 3.0-flashdrive met de grootste capaciteit ter wereld met DataTraveler HyperX Predator 3.0, beschikbaar tot 1 TB. Kingston lanceert de serie MobileLite Wireless-lezers met opslagproducten voor smartphones en tablets. iSuppli rangschikt Kingston voor het 10e opeenvolgende jaar als 's werelds nummer één fabrikant van geheugenmodules voor de geheugenmarkt van derden. Gartner Research noemt Kingston de nr. 1 USB-flashdrive-fabrikant ter wereld voor het zesde jaar op rij. Forbes noemt Kingston als nummer 94 op de lijst van 'The 500 Largest Private Companies in the U.S.'
In 2014 bracht Kingston HyperX de FURY-geheugenlijn uit voor beginnende overklokken en game-enthousiasten. HyperX bracht vervolgens zijn Cloud-headset uit. iSuppli (IHS) rangschikt Kingston voor het 11e opeenvolgende jaar als 's werelds nummer één fabrikant van geheugenmodules voor de externe geheugenmarkt. HyperX vestigt het DDR3-overklokwereldrecord op 4620 MHz, met behulp van een 4GB HyperX Predator 2933 MHz DDR3-module. Kingston levert M.2 SATA SSD's voor nieuwe notebookplatforms, apparaten met een kleine vormfactor en Z97-moederborden. Kingston brengt MobileLite Wireless G2 uit, de tweede generatie mediastreamer voor smartphones en tablets. HyperX demonstreert DDR4-geheugen op PAX Prime, waardoor hogere snelheden bij een lagere spanning mogelijk zijn. Forbes noemt Kingston op nummer 69 op de lijst van 'The 500 Largest Private Companies in the U.S.'
In 2015 rangschikte IHS Kingston voor het 12e opeenvolgende jaar als 's werelds nummer één fabrikant van geheugenmodules voor de geheugenmarkt van derden. In januari claimde HyperX het beste DDR4-overklokmerk ter wereld op 4351 MHz. HyperX lanceert high-performance PCIe SSD met de hoogste SSD met de hoogste snelheden in de HyperX-serie. HyperX heeft de verbeterde Cloud II-headset met USB-geluidskaart-audiocontrolebox en virtueel 7.1 Surround Sound uitgebracht. HyperX creëert 's werelds snelste DDR4 128GB-geheugenkit met een verbazingwekkend snelle 3000 MHz met HyperX Predator-modules met ultrastrakke timing. Gartner rangschikt Kingston als de nummer 2 aftermarket pc-SSD-fabrikant ter wereld voor 2014. Forbes noemt Kingston nummer 54 op de lijst van "The 500 Largest Private Companies in the U.S."
In 2016 verwierf Kingston Digital, het Flash-geheugenfiliaal van Kingston Technology Company, de USB-technologie en activa van IronKey van Imation Corp. Forbes vermeldt Kingston als nummer 51 op de lijst van "The 500 Largest Private Companies in the U.S."

## Prijzen en erkenning
iSuppli (IHS) heeft Kingston gedurende 12 opeenvolgende jaren gerangschikt als 's werelds nummer één geheugenmodulefabrikant voor de geheugenmarkt van derden, waarvan de meest recente in juni 2015. In 2007 kende Inc. de oprichters van Kingston Technology de Inaugural Distinguished Alumni Goldhirsh Prijs toe. In september 2006 ontving Kingston Intel's "Outstanding Supplier Award voor uitzonderlijke ondersteuning, kwaliteit en tijdige levering van FB-DIMM-producten". In april 2003 ontving Kingston de "Diverse Supplier Award for Best Overall Performance" van Dell. Het werd ook geëerd voor "Excellentie in Eerlijkheid" door het Great Place to Work Instituut. Het bedrijf stond ook vijf opeenvolgende jaren (1998-2002) op de lijst van "100 beste bedrijven om voor te werken" van Fortune. In 2001 werd het door IndustryWeek vermeld als een "Top 5 Global Manufacturing Company". Forbes rangschikt Kingston als nummer 51 op de lijst van Amerika's grootste particuliere bedrijven. De HyperX-productlijn wordt gebruikt door meer dan 20% van de professionele gamers.

## HyperX sponsoring van E-Sports teams
- Alsen
- AT Gaming
- Cloud9
- Counter Logic Gaming
- CNB e-Sports Club
- Echo Fox
- eSuba
- H5.Gaming.Dota.Cebu
- HWA Gaming
- Infinity eSports
- Isurus Gaming
- K1ck
- KaBuM! e-Sports
- LGD Gaming
- Team Liquid
- Lyon Gaming
- Mineski Dota
- Machi Gaming
- Team MILLENIUM
- No Mercy
- Pittsburgh Knights
- Team Quetzal
- Revenge E-sports
- RoX KIS
- SK-Gaming
- Team SoloMid
- Virtus.pro
- Dignitas

## Producten
- Computer - Systeem specifieke geheugen upgrades, ValueRam voor systeembouwers en OEM's
- Mp3-spelers - K-PEX 100, Mini-Secure Digital, Micro-Secure Digital, MMC
- Flashgeheugen - Zoals Secure Digital, Compact Flash, USB-sticks, Solid-state drives en verschillende andere vormen
- Videospellen - HyperX geheugen, headsets, toetsenborden en muismatten.
- Mobiele telefoons - Mini-Secure Digital, Micro-Secure Digital, MMC
- Printer - LaserJet geheugen, Lexmark printer geheugen, etc.
- Server - Geheugen voor merken (zoals IBM, HP, etc.) en 'white box' servers (ValueRAM, Server Premier)
- Draadloze opslag producten - Wi-Drive draadloze opslag en MobileLite Draadloze lezers
- Headsets - HyperX Cloud, HyperX Cloud II, HyperX Cloud II Wireless, HyperX Cloud Core, HyperX Cloud Revolver, HyperX Cloud Revolver S, HyperX CloudX, HyperX Cloud Alpha, HyperX Cloud Flight, HyperX Cloud Mix, HyperX Cloud Alpha S
- Keyboards - HyperX Alloy FPS
- Muizen - HyperX Pulsefire
- Muismatten - HyperX Fury Pro Muismat

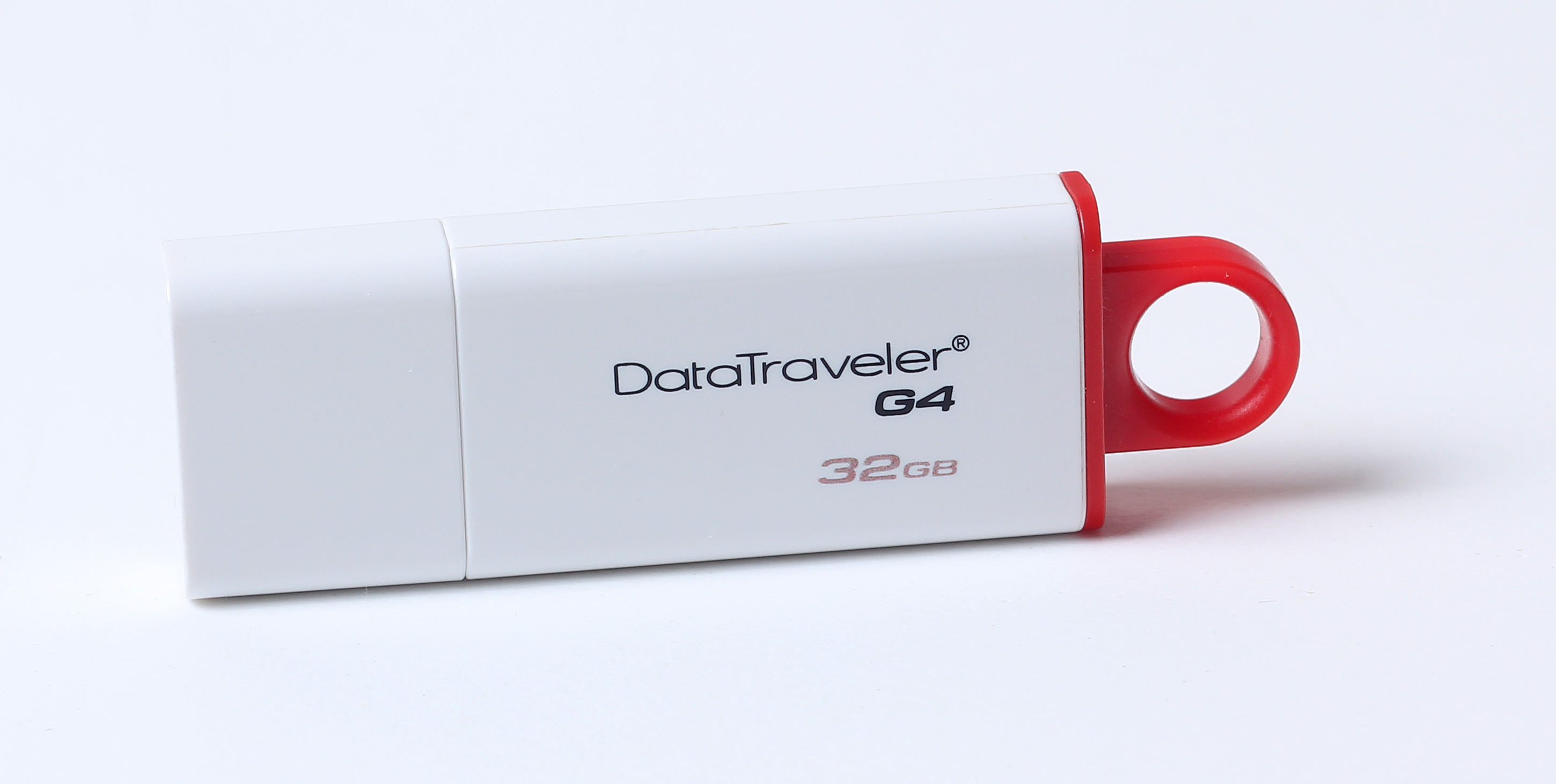
Een HyperX USB-stick met 32 GB aan opslag
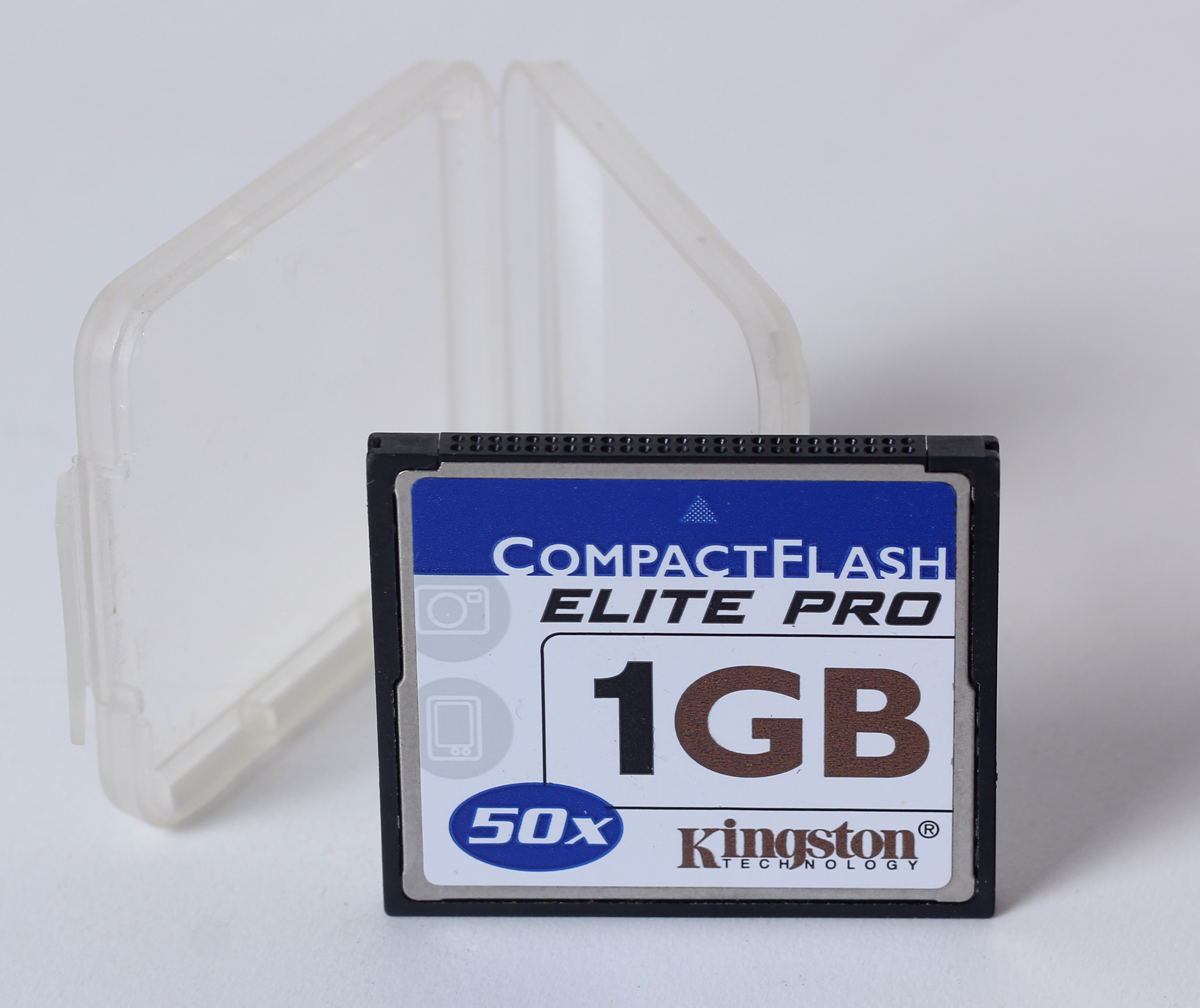
Een Kingston CompactFlash SD-kaart met 1GB aan opslag
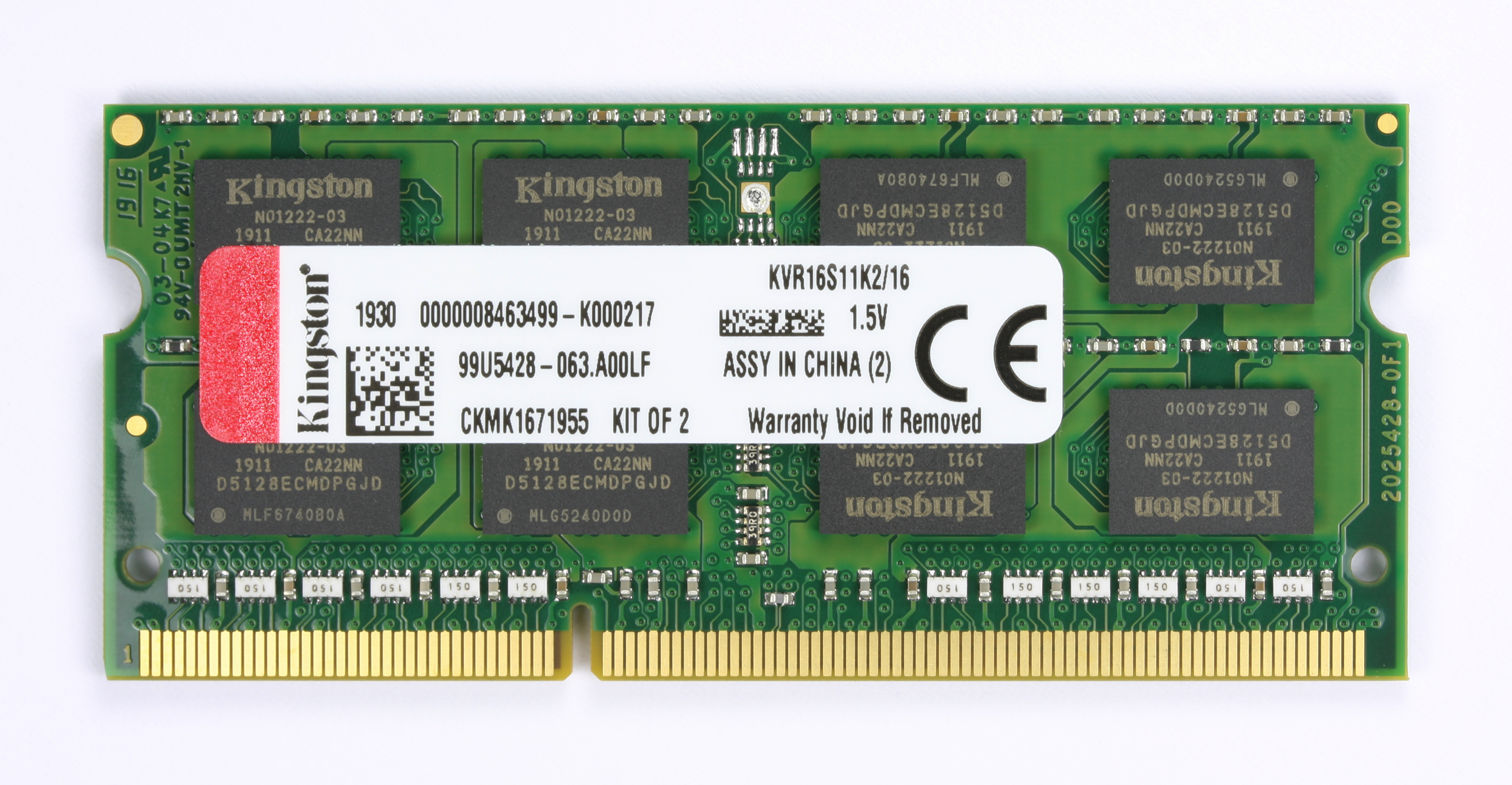
Een Kingston 8GB DDR3 SO-DIMM geheugen module
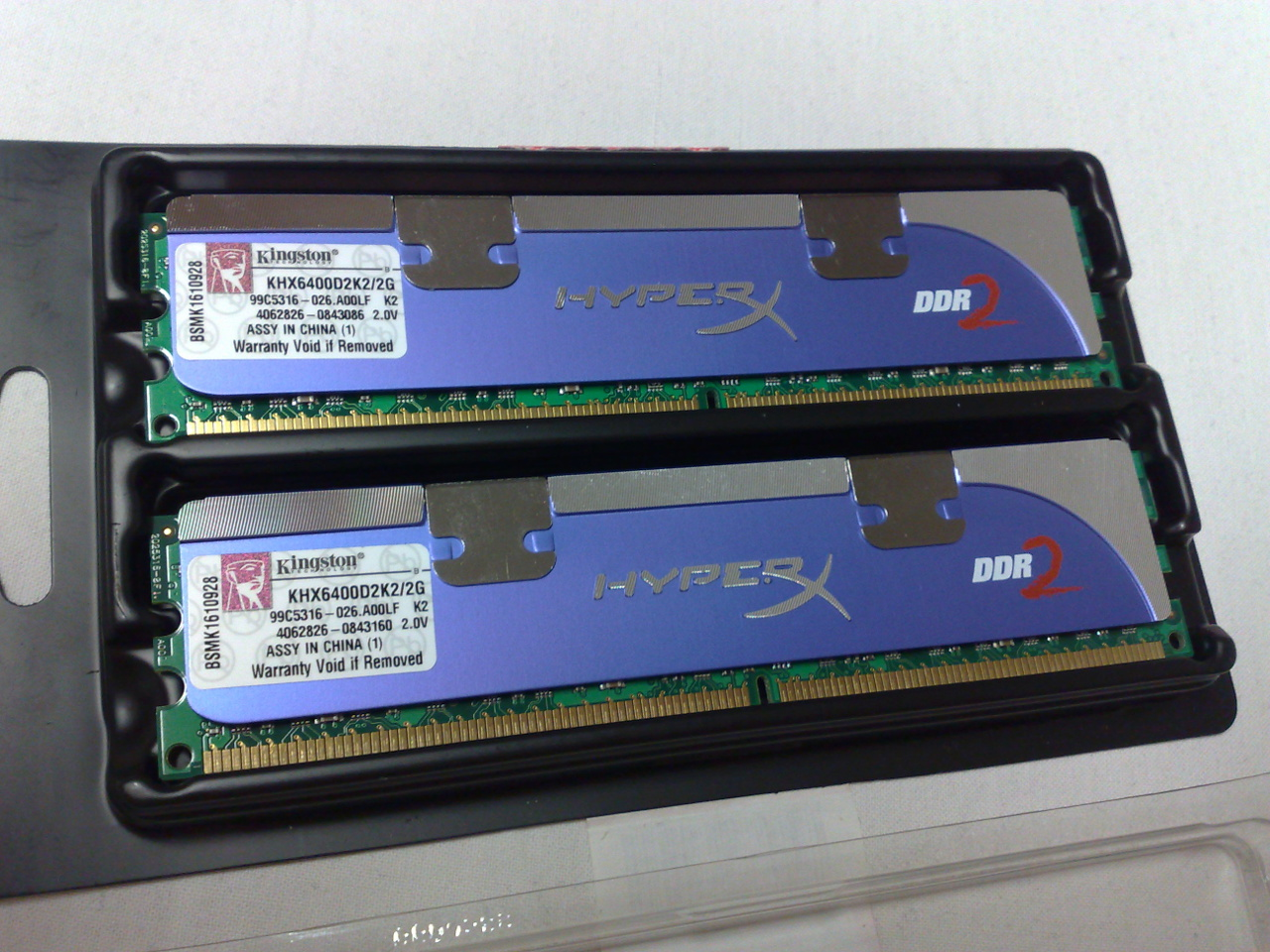
Twee HyperX 1GB DDR2 DIMM geheugen modules
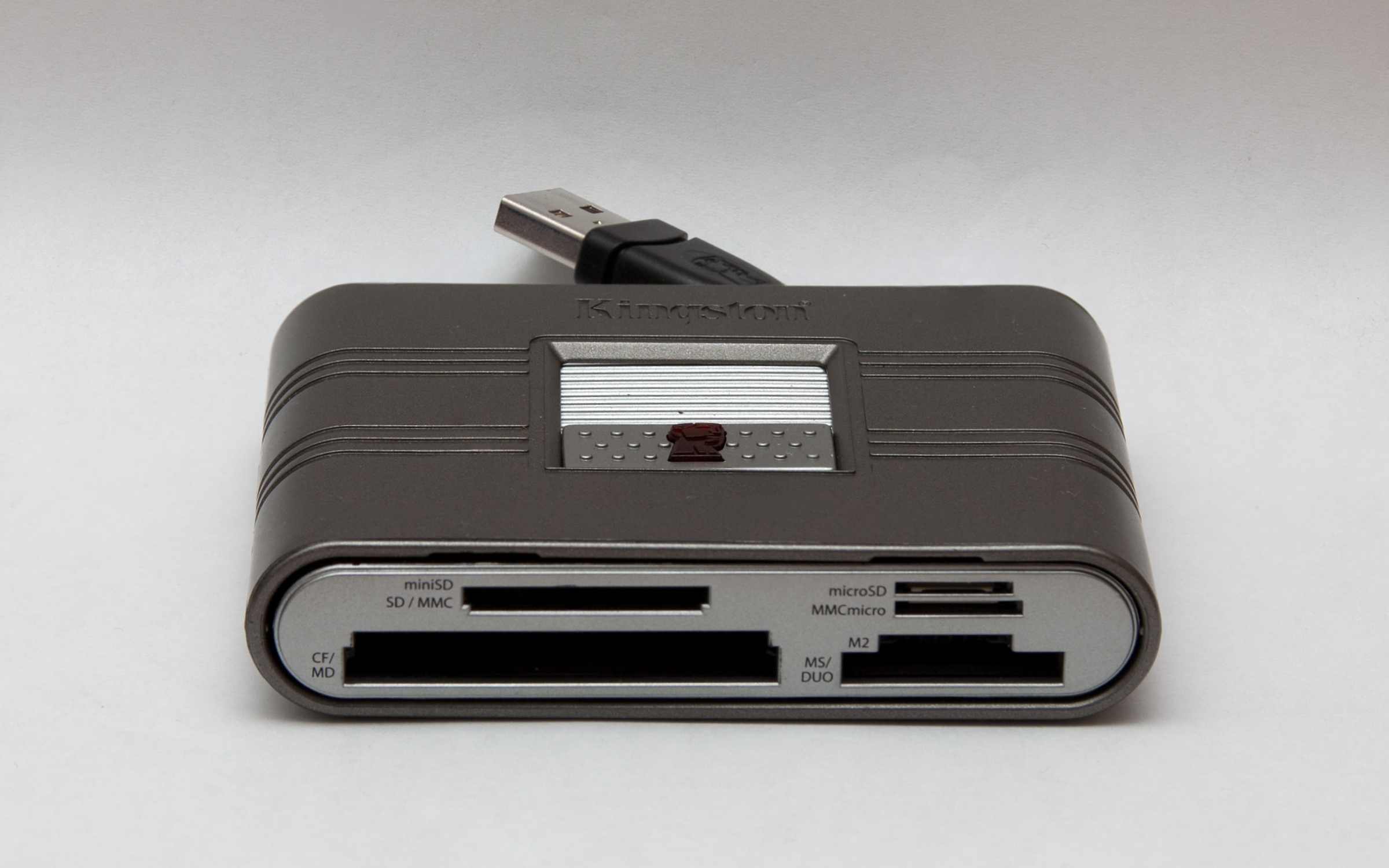
Een Kingston FCR-HS219/1 flashmedia-lezer